# René Letourneur
René Letourneur es un escultor francés nacido el 26 de noviembre de 1898 en París, murió el 16 de noviembre de 1990 en París. Está enterrado en el cementerio de Fontenay-aux-Roses

## Datos biográficos
Expuso por primera vez en el Salón de los Artistas franceses en 1922, donde fue premiado con una medalla. 
Gran Premio de Roma en 1926, con la escultura en yeso "Judith, de regreso a Betulia después de la decapitación de Holofernes , saca del saco la cabeza que muestra a la multitud. Permanece en Roma de 1927 a 1930.
Ganó con su amigo el escultor Jacques Zwobada una competición (el jurado está presidido por Maillol) para construir un monumento a Simón Bolívar, patrocinado por el estado de Ecuador, los monumentos que realizada en bronce. Trabaja para la decoración de las fachadas de edificios (Quai d'Orsay nº67), y se unió a la resistencia durante la guerra de 1939-1945. 
En 1934 empezó su casa, terminada en 1957 y en la que realiza un fresco en cimentolhique, esta casa se encuentra en un terreno en el que comparten sus talleres con Jacques Zwobada en Fontenay-aux-Roses en los Altos del Sena, Zwobada construirá igualmente su casa. Letourneur cederá parte de este taller a Jean Dubuffet en 1968.
En 1948, se divorció de Antonia Fiermonte con quien se casará, el mismo año, su amigo Jacques Zwobada. 
Entre el final de la guerra y 1970, creó varias esculturas monumentales, incluyendo el memorial de Alencon, y la decoración del puente de Pecq.
A partir de 1972 está dedicado a la talla directa en su taller, situado en Fontenay-aux-Roses, donde mantuvo una colección de esculturas, entre otras la primavera de Marcel Gaumont

## Obras
El grueso de su producción está realizado en bronce y terracota, dejó también muchos bocetos.
Su obra está marcada por el estilo art déco.
Entre las mejores y más conocidas obras de René Letourneur se incluyen las siguientes:
- Fachada del Liceo Gambetta, Arras,

- Le Pecq, puente Georges Pompidou, río Sena, río Oise, estatuas de mujer desnudas que simbolizan los dos ríos. 
49°31′14″N 0°44′51″E / 49.52056, 0.74750[5]

- Suresnes: Relieves en el Teatro Jean Vilar[6]
- La petite fille aux tortues. Entre 1924 y 1925 trabaja en un encargo del arquitecto Albert Laprade para la exposición internacional de artes décorativas de 1925. Realizando cuatro piezas en bronce para el Jardín de las Ninfas que serán instaladas en la Esplanade des Invalides de París. En ese momento se editaron seis tarjetas postales diferentes con el jardín.

- Hacia 1926 trabajó en la decoración escultórica del edificio situado en el nº 4 - 6 de la rue del du Bois de Boulogne en Neuilly-sur-Seine.[7] Dos relieves en piedra, de dos mujeres desnudas portando guirnaldas.[8] 48°52′51″N 2°15′28″E / 48.88083, 2.25778

- Entre 1936 y 1937 , realza el grupo de la La tapisserie moderne , conservado en el museo de la ciudad de Mont-de-Marsan[9]

## Salones
- Salón de Artes Decorativas
- Salón de Otoño

## Exposiciones y galerías
- 1937 - Exposition Universelle de 1937
- 2009 - L'Atelier du sculpteur René Letourneur del 7 de mayo al 3 de noviembre de 2009 Bâtiment des Écuries, Musée de l'Ile de France, Domaine de Sceaux, Hauts-de-Seine[10]